# Reedsville (Virginie-Occidentale)
Pour les articles homonymes, voir Reedsville.
Reedsville est une ville américaine située dans le comté de Preston en Virginie-Occidentale.
Selon le recensement de 2010, Reedsville compte 593 habitants. La municipalité s'étend sur 0,65 milles carrés (1,68 km2).
La ville est fondée vers 1855 sur les terres de James Reed, qui lui donne son nom. Elle devient une municipalité en 1906.